# 龙安
龙安，西晋时焉耆王。
太康六年（285年）派遣侍子入西晋。娶狯胡女为妻，生子龙会。曾经为龟兹王白山侮辱，不忘在心。他临终嘱咐其子龙会为他报仇。后来龙会即位，灭白山，一度佔領龜茲国。